# Rynek we Lwowie

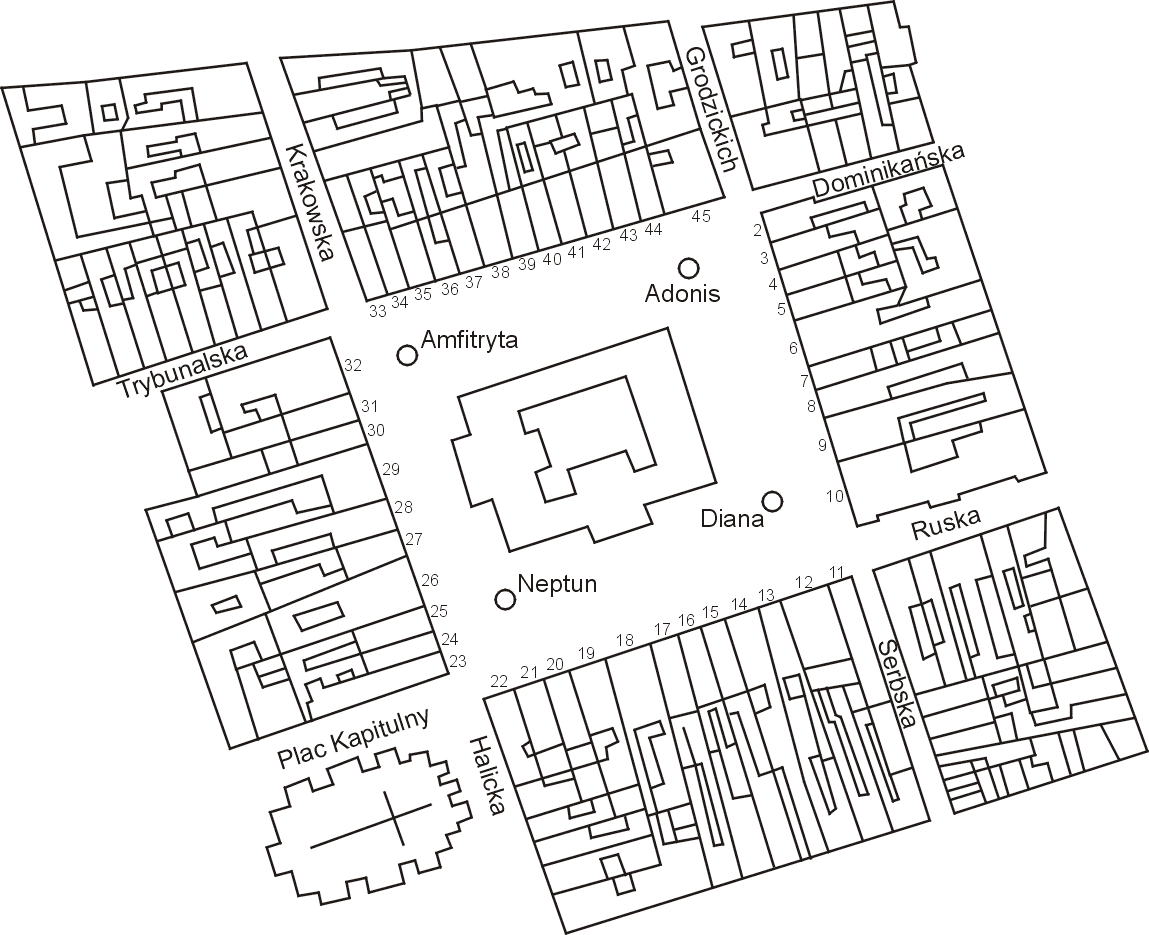
Plan placu

Rynek  (ukr. Площа Ринок) – centralny plac Lwowa, miasta lokowanego w 1356 r. przez Kazimierza III Wielkiego na prawie magdeburskim. Plac ma kształt prostokątny i wymiary 142 x 129 m. Z każdego narożnika Rynku wychodzą po dwie ulice. Jest więc on podobny do Rynku warszawskiego i wrocławskiego, a różny od Rynków poznańskiego i krakowskiego. Centralną część placu zajmował blok śródrynkowy, którego południową ścianę stanowił Ratusz. Po zawaleniu się wieży ratuszowej w 1825 r. cały blok rozebrano i postawiono nowy Ratusz. Dookoła Rynku wznoszą się 44 kamienice prezentujące wszystkie style od renesansu po modernizm. W czterech narożnikach rynku znajdują się studnie-fontanny z początku XIX wieku dłuta prawdopodobnie Hartmana Witwera lub Schimsera. Przedstawiają postacie mitologiczne: Neptuna, Dianę, Amfitrytę, Adonisa. Przed Ratuszem stał pręgierz, przy którym wykonywano wyroki. Figura stojąca na jego szczycie znajduje się obecnie w Kamienicy Królewskiej. W 1998 roku Rynek wraz z całą starówką został wpisany na Listę Światowego Dziedzictwa Kultury UNESCO.

## Historia
Plac wytyczono wkrótce po lokacji miasta. Początkowo zabudowa była gotycka. Wielki pożar miasta 3 czerwca 1527 roku praktycznie doszczętnie zniszczył całą zabudowę. Rynek, jak i całe miasto, odbudowano w nowym już – renesansowym – stylu. Jednym z nielicznych zachowanych elementów gotyckich jest sklepienie w kamienicy nr 24 odkryte na początku XX wieku i portal w kamienicy nr 25. Na Rynku odbywały się najważniejsze uroczystości. Władysław II Jagiełło odebrał hołd lenny w 1387 od hospodara wołoskiego Aleksandra, a Władysław III Warneńczyk w 1436 od Eliasza. Tutaj pod pręgierzem ścięto hospodarów mołdawskich: w 1564 roku Stefana Tomżę, w 1577 Jana Podkowę i w 1582 Jankułę. W 1848 roku na Rynku formowano Gwardię Narodową. 11 listopada 1920 Józef Piłsudski przyjął defiladę z okazji nadania miastu krzyża srebrnego Orderu Virtuti Militari. W 2006 roku wykonano kompleksowy remont płyty placu oraz rzeźb-fontann.

## Kamienice

### Pierzeja południowa
- Nr 11 Kamienica Goslarów zbudowana w latach 1899–1900 na miejscu wcześniejszej
- Nr 12 Kamienica Justglacowska Attyka z maszkaronami przedstawiającymi twarze Sarmatów
- Nr 13 Kamienica Alembekowska  XVI-wieczna, w 1911 przebudowana w stylu neobarokowym
- Nr 14 Kamienica Wenecka Renesansowa przebudowana przez Pawła Rzymianina dla konsula weneckiego Antonio Massariego. Na elewacji kamienny lew św. Marka – godło Wenecji i data 1600
- Nr 15 Kamienica Mistrzymonowska XVI-wieczna, przebudowana w XIX w.
- Nr 16 Kamienica Mieszkowskiego Rokokowa, wewnątrz zachował się gotycki portal.
- Nr 17 Kamienica Francweningowska – Weninga, rokokowa, z lat 60. XVIII w., mieści się w niej Towarzystwo Kultury Polskiej Ziemi Lwowskiej
- Nr 18 Kamienica Gutteterowska Rokokowa, zbudowana w 1533 r. przez Gutetera. Projektantem był architekt włoski Guicciardini, a po jego śmierci Tomasz Ferrovore. Mieści się w niej "Apteka "Pod Złotym Jeleniem"
- Nr 19 Kamienica Pełczyńska Rokokowa
- Nr 20 Kamienica Bilska przebudowana w 1779 według projektu Piotra Polejowskiego i Franciszka Kulczyckiego
- Nr 21 Kamienica Ubaldinich XVI-wieczna, należała do emigranta florenckiego, wroga Medyceuszy, Ripa Ubaldiniego
- Nr 22 Kamienica Jelonkowska XIX-wieczna na miejscu wcześniejszej należącej do Pawła Jelonka, burmistrza Lwowa

### Pierzeja północna
- Nr 33 Kamienica Kiliańszczyńska Rokokowa
- Nr 34 Kamienica Awensztokowska
- Nr 35 Kamienica Majdaszewiczowska XIX-wieczna
- Nr 36 Kamienica Gielazynowska Mieszkał w niej ks. Józef Poniatowski, gdy był oficerem austriackim.
- Nr 37 Kamienica Groswajerowska należała do Marcina Groswajera, burmistrza Lwowa z czasów powstania Chmielnickiego. W XIX w. przebudowana w stylu empire.
- Nr 38 Kamienica Wilczkowska
- Nr 39 Kamienica Tołłoczkowska dawna mennica
- Nr 40 Kamienica Boimów pod koniec XVIII w. przebudowana w stylu rokokowym.
- Nr 41 Kamienica Karwowska Rokokowa
- Nr 42 Kamienica Kwartnikowska XVIII-wieczna, przebudowana w XIX w.
- Nr 43 Kamienica Rottendorfowska dawna miodosytnia
- Nr 44 Kamienica Boczkowiczowska XVIII-wieczna, przebudowana w XIX w.
- Nr 45 Kamienica Kudliszowska powstała pod koniec XVIII w. na miejscu dwóch wcześniejszych kamienic, dawna Kawiarnia M. Atlasa

### Pierzeja wschodnia
- Nr 2 Kamienica Bandinellich, renesansowa, zbudowana w 1593. Od początku XVI w. była własnością Roberta Bandinelliego, który założył pierwszą pocztę we Lwowie. Przebudowano ją w latach 1737–39. Przez dłuższy czas była pustostanem i prawie ruiną, ostatnio gruntownie odremontowana.
- Nr 3 Kamienica Wilczków, rokokowa, swój wygląd zawdzięcza przebudowie z lat 1771–72. Nazwę zawdzięcza pierwszym właścicielom - patrycjuszowskiemu rodowi Wilczków.
- Nr 4 Czarna Kamienica
- Nr 5 Kamienica Łukasiewiczów XVI-wieczna, zbudowana przez Piotra Krasowskiego.
- Nr 6 Kamienica Królewska „Mały Wawel”
- Nr 7 Dom Szembekowski W niszy figura Niepokalanego Poczęcia Najświętszej Marii Panny z przełomu XVI i XVII wieku.
- Nr 8 Kamienica Bernatowiczowska Empirowa fasada z początku XIX w. projektu Baumana.
- Nr 9 dawny Pałac Arcybiskupi Był własnością arcybiskupów lwowskich od XIV w. Gościli w nim m.in. Władysław II Jagiełło z Jadwigą, Zygmuntem i Świdrygiełłą. W 1634 gruntownie przebudowana przez arcybiskupa Stanisława Grochowskiego. Na I piętrze tej kamienicy 10 listopada 1673 r. zmarł król Michał Korybut Wiśniowiecki. Dawniej pałac posiadał 65 pokoi i dwie sale. Rolę pałacu arcybiskupiego pełnił do 1842 r., kiedy to wybudowano nowy. Kamienicę wtedy zamieniono na seminarium duchowne. W 1845 r. dobudowano III piętro i cały gmach przebudowano na kamienicę czynszową. Z tego czasu pochodzi też elewacja.
- Nr 10 pałac Lubomirskich, rokokowy, powstał z dwóch wcześniejszych kamienic przyrynkowych i kilku innych budynków. W 1760 Stanisław Lubomirski wzniósł okazały pałac według projektu Jana de Witte. W latach 1771–1821 był siedzibą gubernatorów austriackich.

### Pierzeja zachodnia
- Nr 23 Kamienica Szolc-Wolfowiczów Renesansowa, zbudowana w 1570 dla rodziny patrycjuszowskiej pochodzącej ze Śląska. Kamienica posiada bogatą dekorację rzeźbiarską. Na narożniku II piętra znajduje się rzeźba Chrzest Chrystusa.
- Nr 24 Kamienica Gieblowska Renesansowa, częściowo przebudowana w 1920 r., dodano m.in. modernistyczny szczyt w miejscu renesansowej attyki. W 1707 przebywał w niej Piotr Wielki.
- Nr 25 Kamienica Jakobszolcowska Rokokowa, dawna księgarnia Milikowskich
- Nr 26 Kamienica Janszolcowska
- Nr 27 Kamienica Farbachowska
- Nr 28 Kamienica Heppnerowska Renesansowa, zbudowana w 1510, należała do Pawła Heppnera, burmistrza Lwowa (przez pewien czas, m.in. w 1886 tutaj mieszkał komisarz pocztowy Roman Hubrich[2]).
- Nr 29 Pałac Korytowskiego Empirowa, wzniesiona przez Felicjana Korytowskiego[3] miejscu Kamienicy Zimorowicza rozebranej w 1790 r. W podwórzu Pasaż Andreolliego.
- Nr 30 Kamienica Regulusowska należała do Jakuba Reguły, w 1772 przebudowana w stylu rokokowym.
- Nr 31 Kamienica Baczewskich Modernistyczna, zbudowana 1923 r. według projektu Bronisława Wiktora.
- Nr 32 Kamienica Zipperów Połączenie modernizmu z polskim renesansem, zbudowana w 1923 r. na miejscu wcześniejszej według projektu Michała Łużyckiego.

Rozwój przestrzenny miasta i lwowskiego rynku w okresie galicyjskim 1787-1869
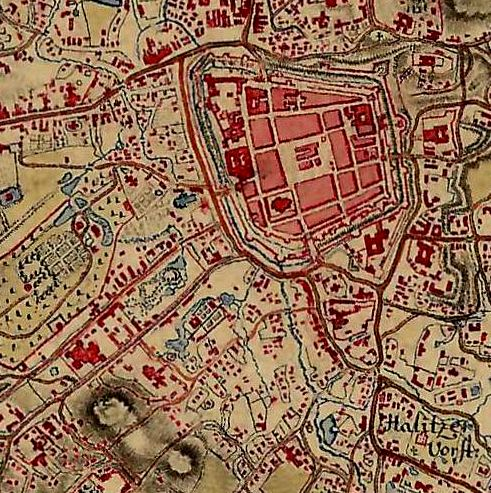
Rynek we Lwowie, fragment pierwszego wojskowego planu topograficznego Galicji z okresu „józefińskiego” tzw. mapa von Miega (1769–1787), widoczne mury miejskie okalające stare miasto
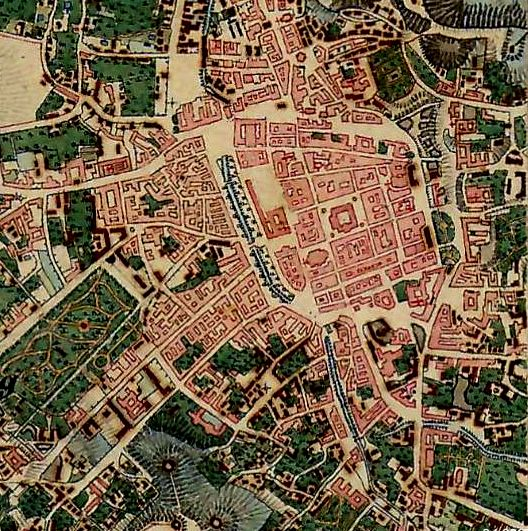
Rynek we Lwowie po przebudowie śródmieścia, fragment drugiego wojskowego wydania planu topograficznego Galicji 1869 r.